# Gil Mały
Gil Mały – kolonia w Polsce położona w województwie warmińsko-mazurskim, w powiecie ostródzkim, w gminie Miłomłyn.
W latach 1975–1998 miejscowość administracyjnie należała do województwa olsztyńskiego.
Wieś położona jest nad jeziorem Gil Mały.